# ۳۱۹ (میلادی)
۳۱۹ (میلادی) سیصد و نوزدهمین سال تقویم میلادی است.

## درگذشتگان
‎